# Elwendia persica
Elwendia persica är en växtart i släktet Elwendia och familjen flockblommiga växter.
Arten förekommer från Iran till Centralasien och västra Himalaya. Den beskrevs först av Pierre Edmond Boissier och fick sitt nu gällande namn av Michail Pimenov och Jevgenij Kljujkov.